# 聯合集團
聯合集團有限公司，簡稱聯合集團（英語：Allied Group Limited，港交所：0373），在1986年11月3日，由兆安地產有限公司更名而來，前身為「聯合海外投資有限公司」，也就是由澳大利亞輝煌集團有限公司收購而來。
現時主要業務地產、金融、保健等行業，旗下上市公司包括聯合地產、新鴻基公司、Allied Overseas、天安中國，以及亞洲聯合財務等公司權益。現時主席為狄亞法，總裁為李成輝。李成辉为創辦人李明治之子。

## 李明治家族財團
香港的澳大利亚籍主要华人家族财团之一。祖籍福建，1984年移居澳大利亚，并在当地创办了辉煌澳大利亚集团。同年12月，被富泰酒店集团主席韦理任命为董事，开始涉足香港。1985年，他通过辉煌澳大利亚分公司收购香港上市公司伟东地产的九成股权，并向百利保国际购入红山半岛豪华住宅物业。1986年，李明治管理的资产达100亿港元。他通过辉煌集团辖下的联合太平洋，收购兆安地产空壳而取得上市地位，易名联合海外。即现在的联合集团。
其后他又利用联合海外收购新昌地产空壳，易名联合地产上市。联合地产趁香港地产市道低陷之机，以1亿澳元（当时约折合6亿港元）购入旺角大大百货旧（即现时的联合广场）、湾仔升平舞厅（即现时的联合鹿岛大厦）及豪宅地利根德阁部分单位。他短短数年在香港迅速崛起，先后收购联合工业、东荣钢铁、亚洲证券、三泰实业及百乐门印刷等多家上市公司。
90年代初，他控制的上市公司市值高达90亿港元。1992年8月，香港证监会宣布调查联合集团体系，并下令联合体系及相关的10家上市公司停牌。此后，李明治逐步将旗下公司售出，包括将亚洲证券售予力宝，将东荣钢铁及三泰实业售予首钢。1993年9月，香港警方商业罪案调查科搜查联合集团总部，李明治便辞去所有联合集团职务，改由欧康纳出任集团主席兼行政总裁，李明治的长子李成辉出任董事长。李氏家族仍持有30%的联合集团，并通过联合集团持有54.7%的联合地产和58.1%的联合工业。1993年3家上市公司市值为84.4亿港元。

## 旗下上市公司
- 天安中國（港交所：0028）
- 聯合地產（港交所：0056）
- 新鴻基公司（港交所：0086）
- 亞證地產（港交所：0271）
- 聯合集團（港交所：0373）
- 新工投資（港交所：0666）
- 亞太資源（港交所：1104）

## 連結
- AlliedGroup.com.hk （页面存档备份，存于）